# Idiacanthus atlanticus
El dragón negro o pez alien (Idiacanthus atlanticus) es una especie de pez de la familia Stomiidae en el orden de los Stomiiformes.

## Morfología
Las hembras pueden llegar alcanzar los 53 cm de longitud total.
- Presenta dimorfismo sexual.

Las hembras son de color negro y los machos de marron, los machos no poseen sistema digestivo y después de reproducirse y aproximadamente 2 semanas el macho muere.

## Depredadores
Es depredado por Allocyttus verrucosus  o oreo verrugoso.

## Hábitat
Es un pez de mar y de aguas profundas que vive entre 1.239-2.000 m de profundidad.
Del océano Pacífico y Atlántico.

## Distribución geográfica
Se encuentra en las aguas  subtropicales y  templadas del hemisferio sur.